# Jacobus Kloppers
Jacobus Kloppers (* 1937 in Krugersdorp) ist ein südafrikanischer Organist, Komponist und Musikwissenschaftler.

## Leben
Kloppers erwarb den Grad eines Bachelors der Universität von Potchefstroom sowie einen Abschluss im Orgelspiel der Universität von Südafrika. 1961 studierte er über den Deutschen Akademischen Austauschdienst bei Helmut Walcha an der Musikhochschule Frankfurt. Weiter studierte er Musikwissenschaft an der Johann Wolfgang Goethe-Universität in Frankfurt, wo er 1966 über die Orgelwerke Johann Sebastian Bachs promovierte.
Von 1966 bis 1976 lehrte er Orgel und Musikwissenschaft an der Universität von Bloemfontein. 1976 emigrierte er mit seiner Familie nach Kanada, wo er als Adjunct Professor an der Universität von Alberta lehrt. Neben seiner wissenschaftlichen Tätigkeit komponierte er über 60 Werke für Orgel.